# شويبو
شويبو هي مدينة تقع في إقليم ساجينغ، ميانمار.